# Planta protocarnívora

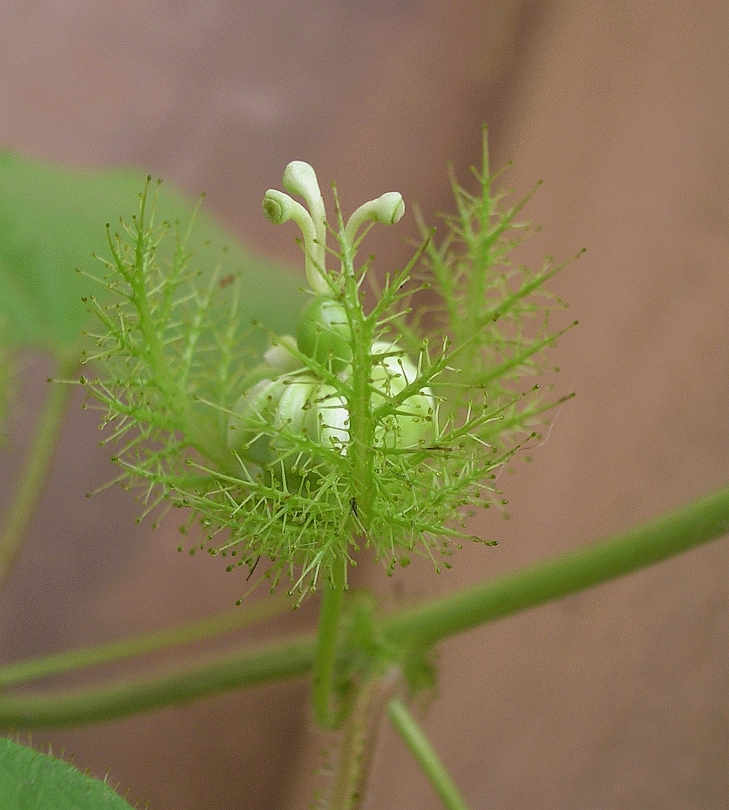
Brácteas com a ponta coberta de mucilagem numa flor imatura de Passiflora foetida, uma planta protocarnívora.

Uma planta protocarnívora (por vezes também chamada de paracarnívora, subcarnívora ou quase carnívora), é uma planta que captura e mata insectos ou pequenos animais, mas à qual falta a capacidade de os digerir directamente ou então de absorver os seus nutrientes da mesma forma que uma planta carnívora. Adaptações morfológicas tais como tricomas ou armadilhas de alçapão nas plantas protocarnívoras são estruturas de captura paralelas às existentes em plantas verdadeiramente carnívoras.
Alguns autores preferem o termo "protocarnívoro" pois este implica que estas plantas se encontram no caminho evolucionário da verdadeira carnivoria, enquanto outros se opõem a este termo pela mesma razão. O mesmo problema levanta-se com o termo "subcarnívora". Outros autores preferm o termo "paracarnívora" devido à implicação de uma definição menos rígida de carnivoria.
A fronteira entre plantas carnívoras e protocarnívoras não é nítida devido à falta de uma definição estrita da carnivoria botânica e a literatura académica ambígua sobre o assunto. Existem muitos exemplos de plantas protocarnívoras, algumas das quais são incluídas nas listas de plantas carnívoras devido a razões históricas. Futuras investigações sobre as adaptações destas plantas poderão ainda levar à inclusão destas no lote das verdadeiras carnívoras.